# 弘德皇后
弘德皇后（？—？），宣姓，一说为武姓，十六国汉赵人，中常侍宣怀的养女。
麟嘉三年（318年），刘聪立中常侍宣怀的养女宣氏为中皇后。七月甲子（318年9月1日），刘聪之子刘粲继位，册立靳月华为皇太后，樊上皇后为弘道皇后，宣中皇后为弘德皇后，王左皇后为弘孝皇后。靳月华等四人都未满二十岁，均是姿容极美的女子，刘粲在宫内与四人日夜淫乱，没有给刘聪哀悼的意思。